# روبن إي. ميتشيل
روبن إي. ميتشيل (بالإنجليزية: Robin E. Mitchell)‏ هو مسير رياضي وطبيب فيجي، ولد في 10 مارس 1946 في Levuka ‏ في فيجي.

## وصلات خارجية
- روبن إي. ميتشيل على موقع اللجنة الأولمبية الدولية (الإنجليزية)
- روبن إي. ميتشيل على موقع أوليمبيديا (الإنجليزية)